# Tobermorita
La tobermorita és un mineral de la classe dels inosilicats que pertany i dona nom al grup de la tobermorita. Va ser descoberta l'any 1880 a Tobermory a l'illa de Mull, a Escòcia (Regne Unit), sent nomenada així per aquesta localitat. Un sinònim és tobermorita-11 Å.

## Característiques químiques
És un silicat hidroxilat i hidratat de calci. Pot ser visualment molt semblada a la tacharanita, i dimorf de la clinotorbermorita. Estructuralment és un inosilicat amb tres cadenes senzilles i múltiples de tetraedres de sílice. A més dels elements de la seva fórmula, sol portar com a impureses: alumini, ferro, magnesi, sodi, potassi i aigua.

## Formació i jaciments
Apareix com a producte de l'alteració hidrotermal de roques de carbonat de calci, a causa de metamorfisme de contacte i metasomatisme. Farcida vesícules i cavitats en roques basàltiques. Als territoris de parla catalana ha estat descrita a Can Súria (Selva).
Sol trobar-se associat a altres minerals com: zeolites, ettringita, portlandita o calcita.

## Usos
Els components del grup de la torbernita són ben coneguts com a ciments industrials. La pols d'aquests minerals es transforma en ciment quan reaccionen amb l'aigua jugant un important paper en els processos de cementació.